# 钟贤文
钟贤文（1915年—2000年），男，江西于都人，中华人民共和国军事人物，中国人民解放军少将，曾任浙江省军区副司令员。